# Alfredo Liñero
Alfredo Liñero Rivero (Sevilla, 1932-Gijón, 2007) fue un empresario español.
Alfredo Liñero fue hijo y sobrino de los fundadores de Litoral, marca española que lidera el mercado de las conservas de platos preparados y que fue comprada por Nestlé tras su paso por Carnation a la que los hermanos Liñero la habían vendido.
Licenciado en Derecho, en 1969 promovió la creación de la sociedad FACSA (Fabricantes Asturianos de Conservas SA), con sede en Gijón, de la que fue copropietario y directivo hasta su muerte. Esta asociación comercializa con el nombre de La Polar.
FACSA evolucionó de la mano de Liñero de las conservas de pescados a la de los platos preparados enlatados.
Su actividad de empresario la compaginó con la de activo militante antifranquista en los años de la dictadura de Francisco Franco en España, presentándose a las elecciones municipales en Gijón en 1967 junto con militantes del sindicalismo católico y del PSP de Tierno Galván.
Tras una andadura que le llevó por diversos partidos de tendencia socialdemócrata, acabó incorporándose al Partido Socialista Obrero Español (PSOE), por el que fue concejal en Gijón hasta que decidió dimitir y abandonar la política.
A título personal y conforme a su discreto proceder, comenzó a realizar la ofrenda floral anual a Jovellanos el 6 de agosto, ceremonia que ha sido institucionalizada por el Ayuntamiento de Gijón. 

Europeísta convencido, fue miembro del Consejo de Europa.

El 26 de enero de 2011 el Ayuntamiento de Gijón, acordó que una de las calles de la Villa, lleve su nombre, como tributo a su labor social y empresarial en Gijón. 